# Alpina Blitz
Pour les articles homonymes, voir Alpina.
Alpina Blitz (en français : Éclair alpin) sont des montagnes russes assises à Nigloland à Dolancourt dans l'Aube.
L'attraction au thème alpin se situe au sud du parc, entre l'hôtel et la pieuvre Juke Box.

## Historique

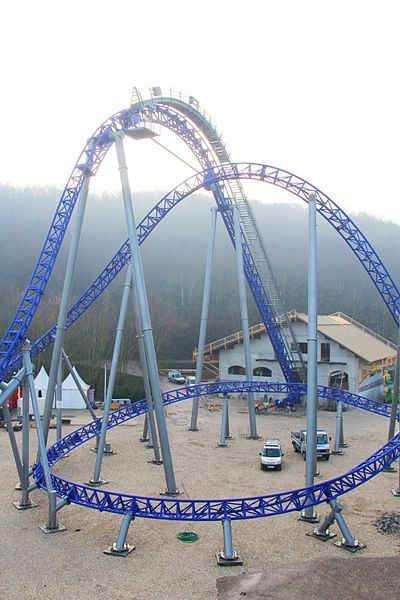
L'attraction en construction.

Le 21 juillet 2009, le public apprend que Nigloland a l'intention d'investir dans de nouvelles montagnes russes pour 2012. Il est alors question du modèle megalite du constructeur Intamin. Un reportage de l'émission télévisée zone interdite de la chaîne française M6 traite de ce sujet le 22 juillet 2009,,, le téléspectateur y voit les propriétaires du parc être séduits par l'attraction Piraten. L'ouverture à Nigloland est alors une première fois reportée à 2013.
Il est un temps envisagé que la nouveauté se nomme L'Éclair des Alpes avant qu'il soit décidé de traduire sa dénomination en allemand. L'ouverture est enfin reculée à 2014, le projet est modifié et les montagnes russes du nom Alpina Blitz qui prendront place seront du type megacoaster du constructeur Mack Rides, même si le tracé reprend en grande partie celui de Piraten, à Djurs Sommerland et Kawasemi à Tobu Zoo Park, deux modèles megalite du constructeur suisse Intamin.
En été 2012, les panneaux routiers illustrés promouvant le parc sont remplacés par une nouvelle version, comportant une nouvelle illustration où figurent une section et un train de montagnes russes du même type que Blue Fire Megacoaster à Europa-Park.
Les travaux pour la construction débutent en juin 2013. Pour justifier le choix de cette attraction, tranchant avec le caractère « familial » du parc, en juillet 2013, le propriétaire du parc déclare : 

« L’enquête réalisée auprès de nos clients a montré que 70 % des gens voulaient un super Grand Huit. 15 % souhaitaient un manège pour les tout-petits : on le fera en 2015. Et 5 % des gens voulaient un spectacle. »

— Philippe Gélis
Grâce à cette attraction, la direction espère une augmentation de la fréquentation du parc de 10 %.
Localisé dans le village suisse, le parcours de montagnes russes est inauguré le 12 avril 2014, date de réouverture du parc pour la saison 2014.

## Déroulement du parcours

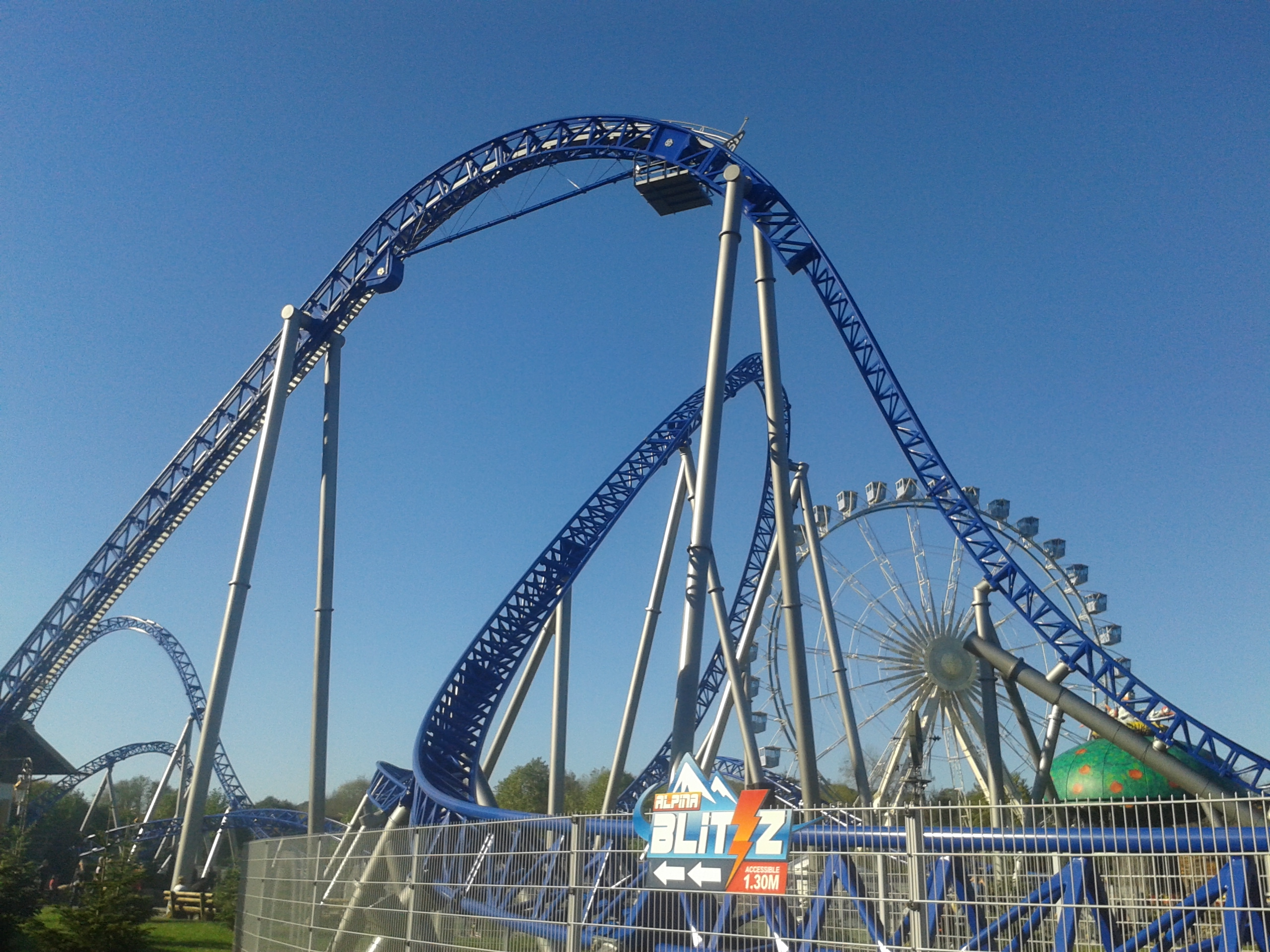

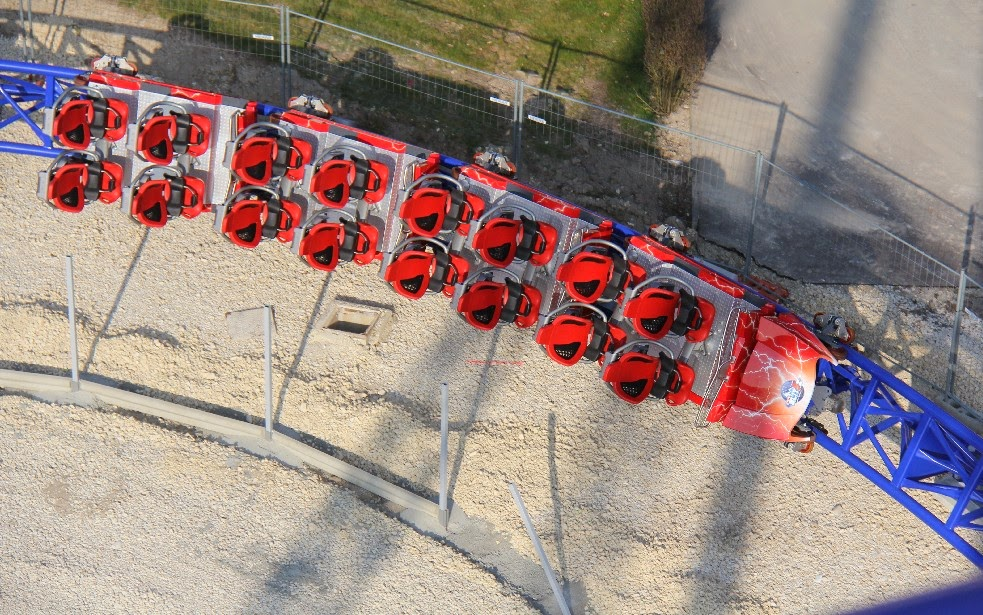
Alpina Blitz en test.

Le départ du circuit des montagnes russes se situe dans une gare ressemblant à un chalet alpestre, décoré dans le style tyrolien et sonorisé durant la file d'attente de musiques folkloriques typiques du Tyrol, tel que yodels et schuhplattlers. Le personnel plaçant les passagers est lui-même vêtu d'un costume vert et chapeau à plume typique.
Le circuit commence par un lift traditionnel sur chaîne, d'une quinzaine de secondes, sur une pente inclinée montant jusqu'à trente-trois mètres. Le « plongeon » de la première descente (first drop), également la plus importante, procure le premier airtime pour atteindre une vitesse maximale de 83 km/h. 
Une fois en bas de la descente, le train effectue directement un virage serré sur la droite, puis enchaîne une série de vrilles originales camelback, à droite puis à gauche. Après un long virage, le parcours se poursuit avec une haute bosse semblable à un Top hat, produisant un ralentissement à son sommet et un airtime particulièrement long.
La fin du parcours se termine par un Bunny Hop, formé de trois petites bosses successives bien marquées, avant d'effectuer un virage sur la gauche et de revenir en gare.

## Statistiques
Certaines de ces statistiques sont communiquées par le parc dans le cadre de son plan marketing dans l'attente de l'ouverture, il se peut qu'elles diffèrent des caractéristiques techniques véritables de l'attraction.
- Longueur : 719 mètres[12]
- Hauteur : 33 mètres
- Vitesse : 83 km/h[12]
- Trains : 2 trains de 4 wagons de 2 rangées de 2 places pour un total de 16 personnes sécurisés par des lap bars trapézoïdaux[11],[10]
- Superficie au sol : 180 m x 45 m pour l'attraction et 2 ha pour la zone[10],[1]
- Budget : + de 7 millions d'euros (ce qui représente alors le plus grand investissement de Nigloland)[13],[2],[1]
- Capacité théorique : 800 personnes par heure[11],[10]
- Force de gravitation : 4,3 g positifs et 1 g négatif[10]
- Nombre d'airtimes : 9